# Bentazepam
Il bentazepam, conosciuto anche come tiadipone, è un composto chimico appartenente alla classe delle benzodiazepine, più precisamente si tratta di una tienodiazepina. Le sue proprietà generali sono simili a quelle del diazepam, pertanto possiede proprietà ansiolitiche, anticonvulsivanti, sedative e miorilassanti.

## Farmacodinamica
Il bentazepam è una tienodiazepina derivato e differisce da altre benzodiazepine in quanto nella sua struttura chimica è presente un anello tiofene anziché l'anello benzene, la qual cosa lo rende più simile strutturalmente ad una fenotiazina. Il composto agisce a livello del sistema nervoso centrale (SNC) su recettori GABAA incrementando l'attività dell'acido gamma-amminobutirrico (GABA), un neurotrasmettitore con una tipica azione di tipo inibitorio, causando pertanto una riduzione dell'eccitazione neuronale.

## Farmacocinetica
A seguito di somministrazione per via orale il farmaco è rapidamente assorbito dal tratto gastroenterico. La biodisponibilità del composto si aggira intorno all'86%. Dopo la somministrazione di 25 mg si raggiunge una concentrazione plasmatica di picco (Cmax) di 425 ng/ml entro 60 minuti dall'assunzione (Tmax). Il volume di distribuzione è di 0,8 l/kg. Nell'organismo la molecola viene metabolizzata dalla ghiandola epatica attraverso il sistema microsomiale. L'emivita di eliminazione è approssimativamente di 2-4 ore. L'eliminazione avviene prevalentemente attraverso l'emuntorio renale ed in misura più ridotta tramite le feci.

## Tossicologia
Studi eseguiti sugli animali, in particolare nel topo e nel ratto, hanno evidenziato una DL50, dopo somministrazione orale, superiore a 1000 mg/kg e 2000 mg/kg peso corporeo, rispettivamente.
In studi su animali, durante la gestazione, a dosaggi decisamente superiori a quelli normalmente utilizzati per motivi clinici, bentazepam non ha evidenziato effetti teratogeni o embriotossici.
La parentela strutturale di bentazepam con le benzodiazepine e specifici studi di cancerogenesi, hanno permesso di ritenere il composto privo di qualsiasi azione cancerogena.

## Usi clinici
Il farmaco viene utilizzato per il trattamento degli stati ansiosi, associati o meno a disturbi funzionali o organici, inclusi i disturbi del comportamento psichico, come irrequietezza, nervosismo, irritabilità, ansia sociale e stress post-traumatico. Trova indicazione anche nel trattamento dell'insonnia. Questa, come altre benzodiazepine, è indicata solamente quando la sintomatologia del paziente è grave, ne limita la normale attività sottopone il soggetto a grave stress e disagio.

## Effetti collaterali e indesiderati
Tra gli effetti avversi che possono comparire durante il trattamento si segnalano quelli di tipo gastrointestinale (dispepsia, secchezza delle fauci, nausea, costipazione) e quelli a carico del sistema muscolo scheletrico (in particolare la debolezza muscolare, che tende a verificarsi principalmente all'inizio del trattamento e in genere scompare con la prosecuzione dello stesso). Sono possibili anche reazioni cutanee e da ipersensibilità (rash cutaneo, orticaria, raramente angioedema o reazioni anafilattiche).
Come per altre benzodiazepine, sono possibili disturbi psichiatrici e del sistema nervoso (sonnolenza, ridotta vigilanza, appiattimento affettivo, confusione mentale, affaticamento, cefalea, vertigini, atassia, diplopia, così come reazioni paradosse quali irrequietezza, agitazione psicomotoria, irritabilità, aggressività, rabbia, incubi, allucinazioni, psicosi e comportamenti anomali.
È stata segnalata anche la comparsa di colite linfocitica e di grave insufficienza epatica.

## Controindicazioni
Il farmaco è controindicato nei soggetti con ipersensibilità nota al principio attivo, ad altre benzodiazepine, oppure ad uno qualsiasi degli eccipienti contenuti nella formulazione farmaceutica. È inoltre controindicato in coloro che sono affetti da miastenia gravis, grave insufficienza respiratoria, grave insufficienza epatica e sindrome da apnea notturna.

## Sovradosaggio
Come avviene con altre benzodiazepine, il sovradosaggio volontario o accidentale, raramente rappresenta una situazione pericolosa per la vita, a meno che il paziente non abbia contemporaneamente assunto altre sostanze ad azione deprimente centrale (incluso l'alcool).
Il trattamento include l'induzione del vomito (se il paziente è in stato di coscienza conservata), o meglio l'esecuzione della lavanda gastrica previa protezione delle vie aeree (se il paziente è incosciente). Se lo svuotamento gastrico non comporta alcun vantaggio si può ricorrere all'assunzione di carbone attivo al fine di ridurre l'assorbimento della benzodiazepina.
Particolare attenzione deve essere prestata al mantenimento delle funzioni vitali, in particolare delle funzioni respiratorie e cardiovascolari. Una grave overdose di benzodiazepine, compreso bentazepam e specialmente se associate ad altri deprimenti del SNC può infatti causare il coma e una grave depressione e insufficienza respiratoria che può comportare la necessità di ricovero del paziente in un reparto di terapia intensiva.